# Трегубов, Денис Александрович
Денис Александрович Трегубов — гвардии рядовой Вооружённых Сил Российской Федерации, участник антитеррористических операций в период Второй чеченской войны, погиб при исполнении служебных обязанностей во время боя 6-й роты 104-го гвардейского воздушно-десантного полка у высоты 776 в Шатойском районе Чечни.

## Биография
Денис Александрович Трегубов родился 25 апреля 1980 года в городе Чусовом Пермской области (ныне — Пермский край). После окончания средней школы поступил в профессионально-техническое училище, освоил там специальность крановщика. Активно занимался боксом, был кандидатом в мастера спорта. 27 ноября 1998 года Трегубов был призван на службу в Вооружённые Силы Российской Федерации Чусовским городским военным комиссариатом Пермской области и направлен в воздушно-десантные войска. После прохождения обучения зачислен старшим стрелком в войсковую часть № 32515 (104-й гвардейский воздушно-десантный полк, дислоцированный в деревне Черёха Псковского района Псковской области), службу проходил в 6-й парашютно-десантной роте.
С началом Второй чеченской войны в составе своего подразделения гвардии рядовой Денис Трегубов был направлен в Чеченскую Республику. Принимал активное участие в боевых операциях. С конца февраля 2000 года его рота дислоцировалась в районе населённого пункта Улус-Керт Шатойского района Чечни, на высоте под кодовым обозначение 776, расположенной около Аргунского ущелья. 1 марта 2000 года десантники приняли здесь бой против многократно превосходящих сил сепаратистов — против всего 90 военнослужащих федеральных войск, по разным оценкам, действовало от 700 до 2500 боевиков, прорывавшихся из окружения после битвы за райцентр — город Шатой. Гвардии рядовой Денис Трегубов вместе со всеми своими товарищами отражал ожесточённые атаки боевиков Хаттаба и Шамиля Басаева. Удерживая занимаемую позицию вместе со взводом прикрытия, он дал возможность перегруппироваться основным силам. В том бою Трегубов был застрелен снайпером. Помимо него, в этот день погибли ещё 83 его сослуживца.
Похоронен на городском кладбище в городе Чусовом Пермского края.
Указом Президента Российской Федерации от 12 марта 2000 года за мужество и отвагу, проявленные при ликвидации незаконных вооружённых формирований в Северо-Кавказском регионе, гвардии рядовой Денис Александрович Трегубов посмертно был удостоен ордена Мужества.

## Память
- В честь Трегубова названа улица в Чусовом.
- Имя Трегубова носит Чусовской городской стадион ДОСААФ.
- Бюст Трегубова установлен в Чусовом[4].
- Мемориальная доска в память о Трегубове установлена на доме, где он жил.
- В память о Трегубова регулярно проводятся памятные мероприятия, создан стенд памяти в Чусовском краеведческом музее.